# زاگورسکویه (باشقیرستان)
زاگورسکویه (انگلیسی: Zagorskoye, Bashkortostan) یک شهرک در شهرستان ایگلینسکی استان باشقیرستان کشور روسیه است.